# Sri Jayewardenepura Kotte
Sri Jayewardenepura Kotte (Sinhala: ශ්‍රී ජයවර්ධනපුර කෝට්ටේ Śrī Jayavardhanapura Kōṭṭē, Tamil: ஸ்ரீ ஜயவர்த்தனபுரம் கோட்டே Śrī Jayavarttaṉapuram Kōṭṭe, auch Sri Jayewardenepura, Sri Jayavardhanapura oder einfach Kotte) ist eine Stadt im Westen Sri Lankas und ein Vorort von Colombo (ca. 8 km vom Zentrum Colombos) und seit 1982 Sitz des Parlaments und Hauptstadt von Sri Lanka. Aus diesem Anlass wurde die Stadt vom damaligen Präsidenten Junius Richard Jayewardene nach sich umbenannt.
Sri Jayewardenepura Kotte war die Hauptstadt des singhalesischen Königreichs von Kotte, das von 1450 bis 1477 ganz Sri Lanka beherrschte. 1565 löste Colombo Kotte als Hauptstadt ab. Nach der Volkszählung 2012 hat Sri Jayewardenepura Kotte rund 108.000 Einwohner.
Sri Jayewardenepura Kotte ist Sitz einer Universität, der University of Sri Jayewardenepura.

## Geschichte
Der historische Name Kotte bedeutet „Festung“. Die Stadt war vom 14. Jahrhundert bis in das 16. Jahrhundert die Hauptstadt des singhalesischen Königreichs von Kotte. Die Stadt wurde im Marschland an den Ufern des Diyawanna Oya als Festung errichtet, um das Umland gegen Einfälle aus dem Königreich Jaffna der Arya-Chakaravarth-Dynastie zu schützen. Als Stadtgründer ist ein tamilischer Führer namens Alagakkonara überliefert. Bei Ibn Battūta wird Alagakkonara als König von Kurunegala bezeichnet, andere Quellen sprechen jedoch von einem Wächter von Raigama Korale im Kalutara-Distrikt. In jedem Fall gelang es Alagakkonara, die Armee von Arya Chakaravarth vor Kotte zu stoppen.
Kotte war eine jala durgha („Wasserfestung“) in Dreiecksform. Die Marschen des Diyawanna Oya bildeten die beiden langen Seiten, wohingegen die kürzere Seite durch einen künstlichen Burggraben geschützt wurde. Die Stadt wurde darüber hinaus durch eine Stadtmauer aus Laterit geschützt. Das Land außerhalb des Grabens wurde Pitakotte („äußere Festung“) und das innerhalb Ethul Kotte („innere Festung“) genannt.
Später wurde Kotte zur Hauptstadt der Insel Sri Lanka erklärt und in Sri Jaya Vardhana Pura Kotte (gesegnete Festungsstadt des wachsenden Siegs) umbenannt (ein Name, auf den später Junius Richard Jayewardene gerne unter Verwendung seiner eigenen Namensschreibweise zurückgriff). Im Jahr 1505 landeten die Portugiesen auf der Insel und erlangten im Jahr 1565 die Kontrolle über die Stadt. Wegen der fortwährenden Angriffe durch Truppen des benachbarten Königreichs Sitawaka (Avissawella) wurde die Stadt aber dann verlassen und Colombo wurde zur neuen Hauptstadt.
Die Urbanisierung begann wieder im 19. Jahrhundert; verbliebene alte Stadtteile wurden abgerissen und als Baumaterial wiederverwendet.
Von den historischen Hauptstädten Sri Lankas ist Sri Jayewardenepura Kotte die am schlechtesten erhaltene. Selbst die erste Hauptstadt Anuradhapura, die auf vorchristliche Zeiten zurückblickt, ist besser erhalten. Als Grund hierfür wird häufig die Nähe Kottes zu Colombo genannt.

## Demographie
Sri Jayewardenepura Kotte ist eine Stadt, die aus vielen verschiedenen Kulturen und Ethnien zusammengesetzt ist. Die Bevölkerung besteht im Wesentlichen aus Singhalesen, Tamilen und Muslimen. Christen bilden die zweitgrößte Religionsgruppe in der Stadt. Es gibt aber auch chinesische, portugiesische, niederländischen, malaiische und indische Minderheiten in der Stadt.
|                      | 2001    |
| -------------------- | ------- |
| Singhalesen          | 101.331 |
| Sri-Lanka-Tamilen    | 06.583  |
| indische Tamilen     | 0786    |
| Moors                | 04.031  |
| Burgher              | 01.367  |
| Malaien              | 0919    |
| Chettiar (Sri Lanka) | 065     |
| Bharatakulaa         | 057     |
| andere               | 0687    |
| gesamt               | 115.826 |

|                 | 2001    |
| --------------- | ------- |
| Buddhisten      | 093.364 |
| Katholiken      | 08.659  |
| Muslime         | 05.465  |
| Hindus          | 04.550  |
| andere Christen | 03.618  |
| andere          | 0170    |
| gesamt          | 115.826 |